# Кацуя Тосінобу
Тосінобу Кацуя (яп. 勝矢 寿延, нар. 2 вересня 1961, Нагасакі) — японський футболіст, що грав на позиції захисника.
Виступав, зокрема, за клуби «Хонда», «Ніссан Моторс» та «Джубіло Івата», а також національну збірну Японії.
Чемпіон Японії. 

## Клубна кар'єра
Народився 2 вересня 1961 року в місті Нагасакі.
У дорослому футболі дебютував 1984 року виступами за команду клубу «Хонда», в якій провів сім сезонів, взявши участь у 140 матчах чемпіонату. 
Своєю грою за цю команду привернув увагу представників тренерського штабу клубу «Ніссан Моторс», до складу якого приєднався 1991 року. Відіграв за команду з Йокогами наступний сезон своєї ігрової кар'єри.
Протягом 1993 року захищав кольори команди клубу «Йокогама Ф. Марінос».
У 1994 році уклав контракт з клубом «Джубіло Івата», у складі якого провів наступні три роки своєї кар'єри гравця.  Більшість часу, проведеного у складі «Джубіло Івата», був основним гравцем захисту команди.
Завершив професійну ігрову кар'єру у клубі «Сересо Осака», за команду якого виступав протягом 1998 року.

## Виступи за збірну
У 1985 році дебютував в офіційних матчах у складі національної збірної Японії. Протягом кар'єри у національній команді, яка тривала 9 років, провів у формі головної команди країни 27 матчів.
У складі збірної був учасником кубка Азії з футболу 1992 року в Японії, здобувши того року титул переможця турніру.

## Статистика
Статистика виступів у національній збірній.
| Збірна Японії | Збірна Японії | Збірна Японії |
| Роки          | Ігри          | голи          |
| ------------- | ------------- | ------------- |
| 1985          | 2             | 0             |
| 1986          | 4             | 0             |
| 1987          | 6             | 0             |
| 1988          | 0             | 0             |
| 1989          | 0             | 0             |
| 1990          | 0             | 0             |
| 1991          | 0             | 0             |
| 1992          | 9             | 0             |
| 1993          | 6             | 0             |
| Усього        | 27            | 0             |

## Титули і досягнення
- Чемпіон Японії (1):

«Джубіло Івата»: 1997
- Володар Кубка Азії: 1992